# Teresa Sampsonia
Teresa Sampsonia, coniugata Shirley, nata Sampsonia e nota anche come Theresia Sampsonia Khan (Persia, 1589 – Roma, 1668), è stata una nobile persiana.
Fu moglie dell'avventuriero e diplomatico inglese sir Robert Shirley e lo accompagnò nei suoi viaggi e nelle sue missioni diplomatiche in Europa per conto dello scià safavide Abbas I di Persia (1588-1629).
Teresa venne in tal modo in contatto con diversi regnanti europei, come il principe Enrico Federico Stuart e Anna di Danimarca (che saranno poi padrino e madrina dei suoi figli), e con scrittori e artisti contemporanei come Thomas Herbert e Anthony van Dyck. Herbert considerava Robert Shirley "uno dei più grandi viaggiatori dell'epoca", ma ammirò ancor più l'"imperterrita lady Teresa". A seguito della morte del marito di dissenteria nel 1628 lady Teresa tornò in Persia, ma decise successivamente di trasferirsi a Roma dove visse il resto della sua vita in convento, dedicandosi ad opere di carità. Pia cristiana e innamorata del marito, ne fece trasferire i resti a Roma da Isfahan e lo fece tumulare in una tomba ancora oggi presente.

## Biografia

### I primi anni e il matrimonio

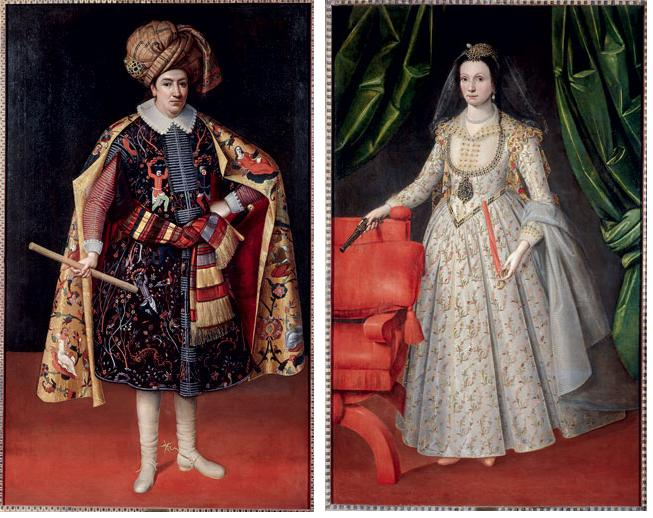
Ritratto di Robert Shirley e Teresa Sampsonia, c. 1624–1627. Shirley veste abiti di foggia persiana; Teresa, vestita all'europea, porta con sé una pistola intarsiata e un orologio..

Teresa nacque nel 1589 in una nobile famiglia cristiana ortodossa di origini circasse, trasferitasi nell'Impero persiano all'epoca in cui esso era governato dallo scià Abbas I il Grande. Alla nascita le venne imposto il nome di Sampsonia. Era figlia di Ismail Khan, cognato dello scià, crebbe ad Isfahan presso la corte reale e venne descritta come una donna di bell'aspetto, abile nel cavalcare, nel ricamare e nel dipingere.
Suo marito, Robert Shirley, era un avventuriero e diplomatico inglese che venne inviato presso la corte dei Safavidi in Persia e qui, per conto dello scià, ricevette la proposta di guidare una missione diplomatica in Europa per trovare delle alleanze contro l'Impero ottomano, rivale dei persiani. Durante la permanenza di Shirley a corte, Teresa lo incontrò e si innamorò di lui. Il 2 febbraio 1608, con l'approvazione di sua zia (una delle più potenti mogli del sovrano persiano) e dello scià Abbas, Teresa sposò Robert Shirley in Persia. Col suo matrimonio, venne battezzata con cerimonia cattolica dai carmelitani di Isfahan col nome di Teresa. Il suo nome di battesimo venne tratto proprio dalla fondatrice dei carmelitani scalzi, Santa Teresa d'Avila.

### Viaggi

#### La prima missione

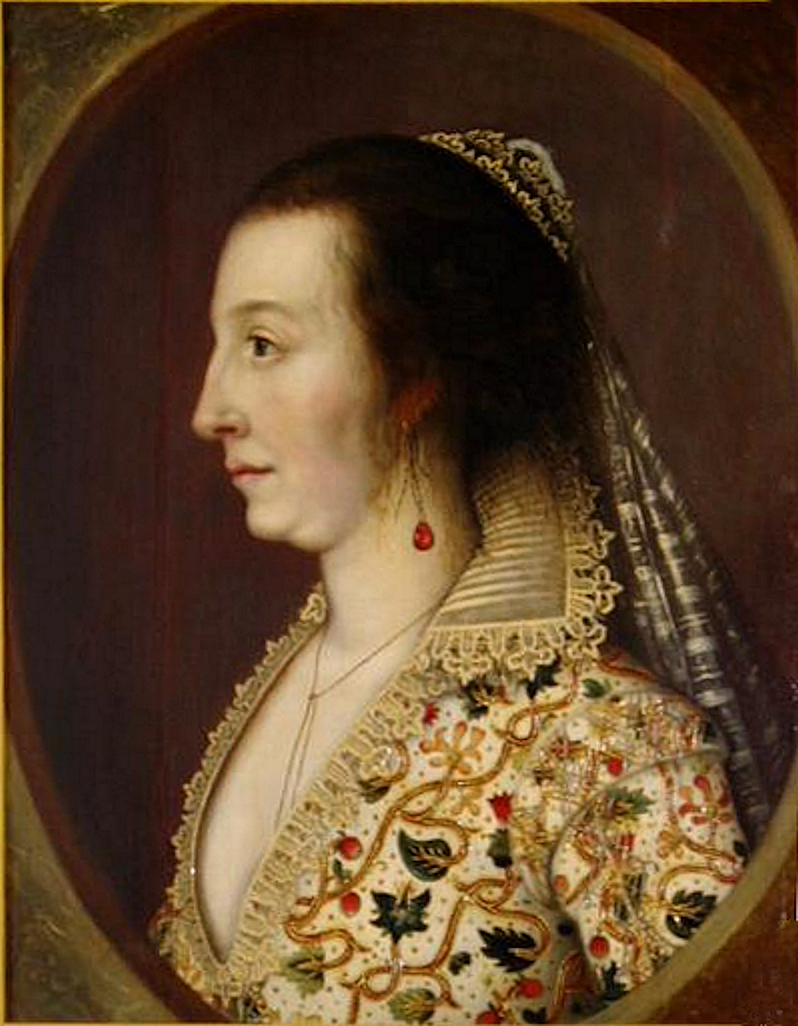
Lady Shirley, c. 1611–1613, dipinto di William Larkin. Secondo la storica dell'arte Patricia Smyth, "il vestito ricamato di Teresa presenta dei fiori di lonicera che sono simbolo dell'amore, come pure piante di fragole che sono il segno dell'amore che da frutto".

Teresa accompagnò Robert nelle sue missioni diplomatiche per conto dello scià Abbas in Inghilterra ed in altre corti europee. Quando il gruppo partì per la prima missione in Europa, Robert venne catturato dai suoi nemici. Teresa però riuscì a salvarlo facendo fuggire i nemici, e per questo i carmelitani al loro seguito la descrissero come "una vera amazzone". Teresa e Shirley fecero visita al granduca di Moscovia, Vassili IV, a papa Paolo V a Roma ed a re Sigismondo III di Polonia. A Cracovia, Teresa visse per qualche tempo in un convento mentre suo marito si trovava a Praga presso la corte dell'imperatore Rodolfo II. La coppia giunse a Roma il 27 settembre 1609 e incontrò Ali Qoo Beg, ambasciatore di Abbas I, in compagnia del quale fu ricevuta in udienza dal papa. Shirley partì quindi alla volta della Savoia, toccando Firenze, Milano e Genova e poi dirigendosi in Francia, nelle Fiandre e in Spagna (Barcellona e Madrid). Teresa si riunì a lui a Lisbona dopo essere stata ad Amburgo. Insieme si spostarono a Valladolid e poi a Madrid dove Teresa entrò in contatto con la locale comunità di monache carmelitane, ed in particolare con madre Beatrice del Bambin Gesù (nipote di Santa Teresa) dalla quale ricevette delle reliquie della santa zia.
Teresa e Shirley partirono quindi alla volta dei Paesi Bassi e successivamente arrivarono a Bayonne dove si imbarcarono per l'Inghilterra, raggiungendola nell'agosto del 1611. L'unico figlio della coppia, Henry, nacque nel novembre del 1611 nella residenza della famiglia Shirley nel Sussex. Suoi padrini di battesimo furono Enrico Federico, principe del Galles (dal quale prese il nome) e Anna di Danimarca. Teresa e Robert rimasero in Inghilterra per quasi un anno, per poi partire da Gravesend alla volta della Persia safavide nel 1612-1613. Prima di partire decisero però di affidare il piccolo Henry alla famiglia di Robert nel Sussex, ma il bambino morì poi in tenera età. Teresa e Shirley impiegarono due anni e mezzo per giungere in Persia tra mille difficoltà, rischiando anche di annegare in mare. Durante il loro passaggio in India (non potendo attraversare i territori ottomani dal momento che i due imperi erano in guerra), ebbero modo di incontrare l'imperatore Jahangir, ostile ai portoghesi, che tentò di far assassinare la coppia. I due rimasero in Persia per alcuni mesi per poi intraprendere una seconda missione in Europa.

#### La seconda missione
Nell'ultima missione diplomatica in Europa, Teresa e Robert giunsero a Lisbona passando per Goa il 27 settembre 1617. La coppia si diresse quindi verso Madrid dove soggiornò sino al marzo del 1622, passando poi a Firenze ed a Roma. Durante la sua ultima visita a Roma tra il 22 luglio ed il 29 agosto 1622, Anthony van Dyck (all'epoca ventitreenne) realizzò un ritratto della coppia. La coppia si portò quindi a Varsavia in Polonia e poi a Mosca prima di visitare l'Inghilterra nel 1623 un'ultima volta. Salparono quindi alla volta dell'impero di Persia nel 1627 a bordo di una nave della Compagnia britannica delle Indie orientali assieme a Dodmore Cotton, primo ambasciatore del re d'Inghilterra in Persia. Teresa e Robert tornarono ad Isfahan passando per Surat e Bandar Abbas. La coppia si spostò quindi a Qazvin (all'epoca capitale della Persia) dove il re concesse loro doni preziosi. Shirley e Cotton si ammalarono gravemente di febbre (probabilmente dissenteria), poco dopo il loro arrivo.

## La difficile partenza dalla Persia
Shirley e Teresa in Persia non erano ben visti per la gelosia di diversi nobili e notabili della corte, i quali non accettavano il fatto che si trattasse di due cristiani che godevano del favore dello scià. Queste voci divennero delle vere e proprie accuse sempre più formali nei confronti in particolare della donna. Quando Robert venne a sapere di questi fatti, tentò di parlarne con lo scià ma morì il 13 luglio 1628 a Qazvin. Secondo le sue volontà, venne sepolto nella chiesa dei carmelitani scalzi di Isfahan. Lo scià convocò quindi Teresa chiedendole il motivo dell'odio che si era accumulato nei suoi confronti da parte della corte. Teresa rimase in silenzio e questo la salvò perché lo scià dichiarò alla corte "di aver più difficoltà a mettere a morte una sola donna che cento uomini". Alcuni ufficiali di corte con l'occasione saccheggiarono i suoi averi. Teresa si ammalò gravemente e venne spostata a Isfahan per ricevere l'estrema unzione; si riprese però poco dopo e decise di lasciare il paese.
Nell'impero safavide, le donne non potevano spostarsi liberamente all'estero senza permesso. I carmelitani di Isfahan per questo chiesero al governatore di Shiraz, Emamqoli Khan, figlio del celebrato Allahverdi Khan (uno dei più fedeli alleati di Abbas I), il consenso per conto di Teresa. Uno dei favoriti di Emamqoli Khan era intenzionato a sposare Teresa e per questo lei venne convocata davanti a un mullah (giudice religioso) in una moschea il quale le chiese conto delle ragioni della sua conversione al cristianesimo. Questo fatto risultò inaccettabile ai carmelitani che chiesero che il processo a Teresa avvenisse invece nella chiesa dei padri carmelitani. Il mullah rifiutò questa proposta, ma si trovò infine un accordo nel volersi ritrovare presso l'abitazione di uno dei consiglieri del governatore di Shiraz, amico anche dei padri carmelitani. In quell'occasione venne interrogata per un'ora prima che le fosse consentito di fare ritorno a casa.

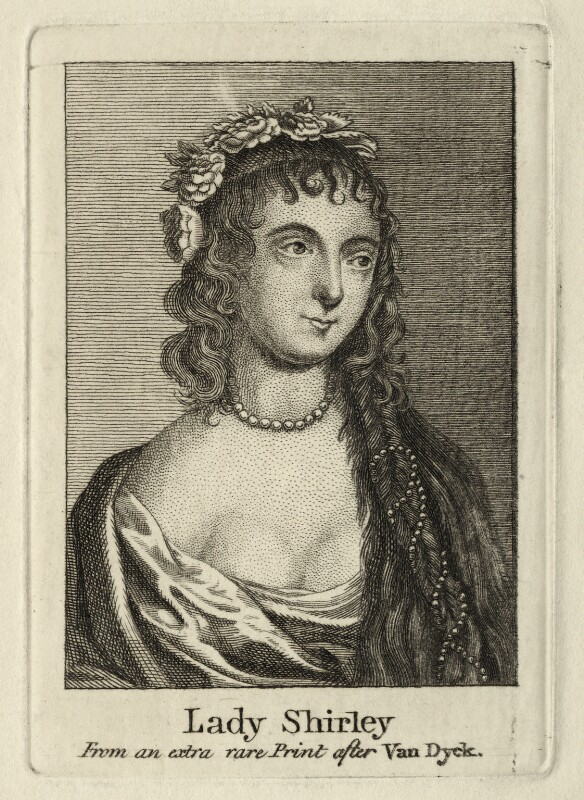
Stampa raffigurante Teresa, da un'illustrazione di van Dyck.

L'Impero safavide intanto venne scosso dalla morte dello scià Abbas I e la successione di suo nipote, Safi non migliorò le cose dato che lui era ancora più intransigente del nonno in materia di tolleranza religiosa. Il favorito di Emamqoli Khan, sempre intenzionato a sposare Teresa, mandò alcuni suoi uomini dai carmelitani con l'intento di rapirla. I frati non solo negarono di conoscerla, ma l'aiutarono a nascondersi nella chiesa di Sant'Agostino a Nuova Julfa (quartiere armeno di Isfahan). I frati vennero catturati, portati a casa del favorito del governatore e torturati ma non rivelarono nulla e vennero rilasciati.
Il mullah chiese quindi ad Emamqoli Khan il permesso di interrogare nuovamente Teresa. Dal momento che questi era favorevole ai padri carmelitani ma nel contempo non voleva mancare di rispetto al mullah, disse che la materia non competeva al prefetto di Isfahan, bensì a quello di Khosrow Mirza. Il prefetto locale, come il governatore di Shiraz, era un georgiano. Questi fece arrestare Teresa e la fece portare presso di lui dove un giudice le chiese i motivi della sua conversione. Qui Teresa parlò professandosi cristiana e di essere disposta a morire cento volte per poterlo affermare.
Il giudice l'accusò di menzogne e minacciò di mandarla al rogo per apostasia se non si fosse convertita all'islam. Quando Teresa si rifiutò, il giudice la minacciò di buttarla dall'alto di una torre, ma ancora una volta la donna non cedette. Secondo i carmelitani, il prefetto alla fine concesse a Teresa di tornare alla sua casa senza che le venisse fatto del male. I carmelitani ricevettero poi il permesso necessario dal governatore di Shiraz nel settembre del 1629. La partenza di Teresa venne documentata in una lettera di padre Disma conservata negli archivi dei carmelitani di Roma:
Teresa lasciò quindi il suo paese natale per sempre. Visse a Costantinopoli per tre anni, e in quel periodo decise di ritirarsi in un convento a Roma, presso la chiesa di Santa Maria della Scala, diretta dai carmelitani scalzi.

### Gli ultimi anni

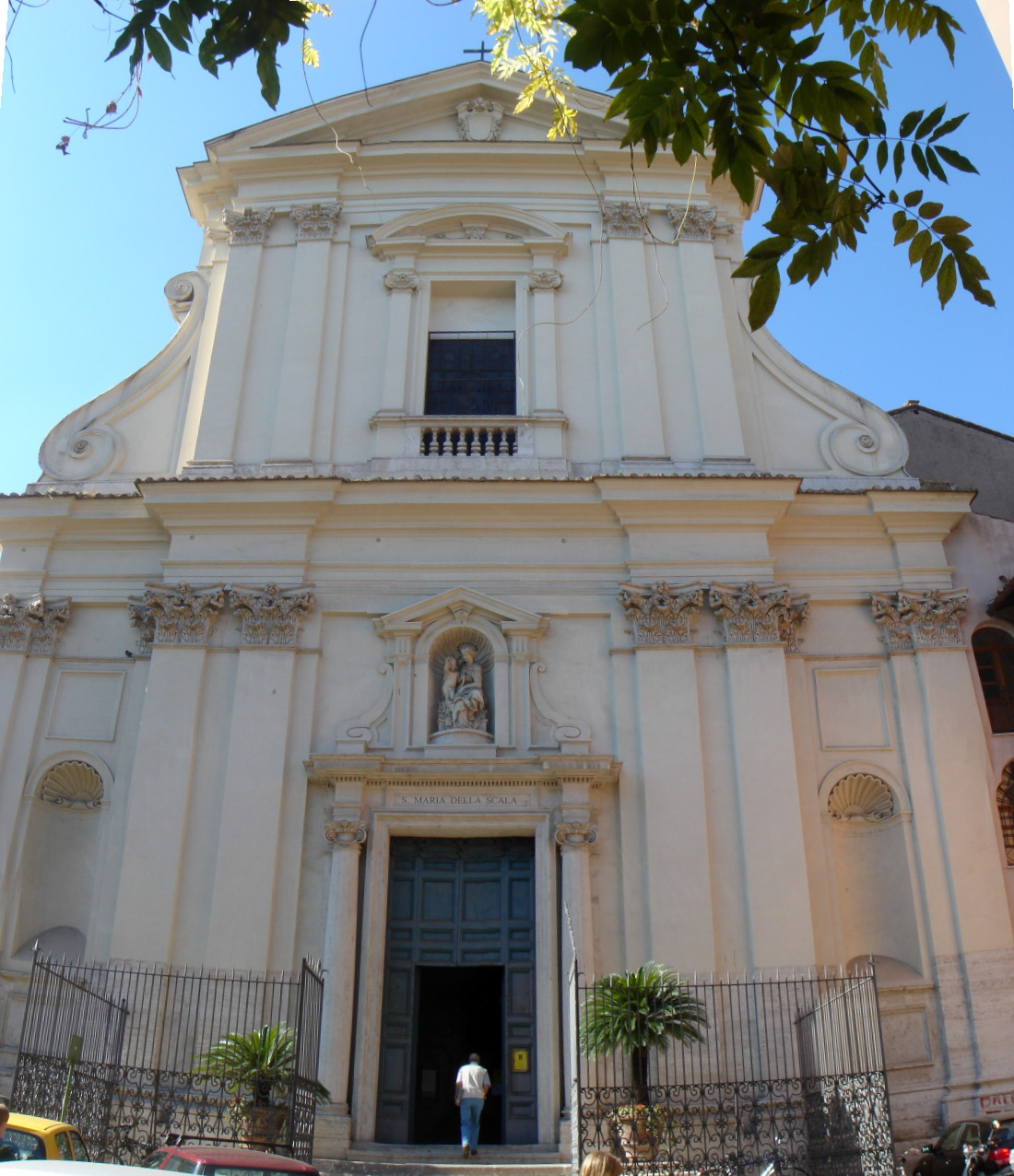
Santa Maria della Scala a Trastevere, Roma, dove Teresa si ritirò negli ultimi anni della sua vita.

Il 27 dicembre 1634 giunse a Roma e venne ricevuta da papa Urbano VIII che affidò la sua cura ai carmelitani. Teresa acquistò una casa nei pressi della chiesa di Santa Maria della Scala, nel rione di Trastevere. Nel 1658 fece trasferire le spoglie di suo marito Robert da Isfahan a Roma, dove le fece tumulare nella chiesa di Santa Maria della Scala. Nel convento dei carmelitani, si dedicò alla carità e alla religione sino alla sua morte, avvenuta nel 1668 all'età di 79 anni. Teresa fu sepolta nella chiesa dove aveva vissuto per quarant'anni,  nella stessa tomba assieme al marito.

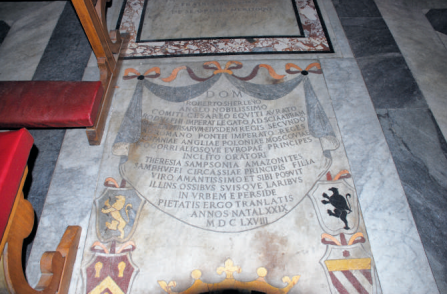
La tomba di Teresa e Robert Shirley nella chiesa di Santra Maria della Scala a Roma

Sulla tomba si può vedere ancora oggi la seguente iscrizione:
 Deo Optimo Maximo Roberto Sherleyo Anglo Nobilissimo Comiti Cesareo Equiti Aurato Rodulfi II Imperatori Legato Ad Scia Abbam Regem Persarum et Eiusdeum Regis Secundo Ad Romanos Pontifices Imperatores Reges Hispaniae Angliae Poloniae Moscoviae Mogorri Aliosque Europae Principes Inclito Oratori. Theresia Sampsonia Amazonites Samphuffi Circassiae Principes Filia Viro Amatissimo et Sibi Posuit Illius Ossibus Suisque Laribus In Urbem E Perside Pietatis Ergo Translatis Annos Nata LXXIX MDCLXVIII
(Trad:  "A Dio, Ottimo e Massimo. Per Robert Sherley, nobilissimo inglese, conte palatino, cavaliere dello Speron d'oro, inviato dell'imperatore Rodolfo II presso lo scià Abbas, il re di Persia, (e) rappresentante dello stesso re presso i papi a Roma, gli imperatori, i re di Spagna, Inghilterra, Polonia, Moscovia e nell'Impero moghul, distinto ambasciatore presso altri principi europei. Teresa Sampsonia, nativa della terra delle amazzoni, figlia di Samphuffus, principe di Circassia, creò [questo monumento] per l'amato marito e per lei stessa, come luogo di eterno riposo delle sue ossa, portate a Roma dalla Persia per devozione e lei stessa [morì] a settantanove anni. 1668.")

## Nella cultura popolare
Le avventure di Teresa e di suo marito, ciò che la studiosa Bernardine Andrea ha chiamato "identità ibride", ha ispirato diversi lavori letterari e opere artistiche. Secondo Manoutchehr Eskandari-Qajar, Shirley e la sua "esotica moglie con una vita ancora più esotica" furono delle vere e proprie attrazioni per i loro contemporanei occidentali. Durante i suoi soggiorni in Persia ed in Europa, Teresa venne descritta da scrittori, artisti e nobili delle corti. Lo scrittore e viaggiatore Thomas Herbert descrisse Shirley come "il più grande viaggiatore della sua epoca", ma ammirò ancora di più "l'indomabile lady Teresa" per la sua assoluta "fede cristiana". Teresa e Shirley divennero noti anche per la moda all'orientale che lanciarono nella società occidentale. La moda lanciata dai coniugi Shirley ebbe una tale risonanza che l'autore di pamphlets Thomas Middleton lo definì "il famoso inglese persiano".
Van Dyck realizzò per la coppia un ritratto, ma molti furono anche i pamphlets a loro ispirati e il racconto The Travels of the Three English Brothers. L'opera Urania di Mary Wroth venne in parte influenzata dal resoconto dei viaggi di Teresa Sampsonia e di suo marito. Secondo la studiosa Carmen Nocentelli, "la figura di Teresa è stata generalmente oscurata nella storiografia da quella del marito". Secondo la Nocentelli:
Nocentelli denota inoltre come spesso l'interesse storiografico per Teresa sia stato limitato all'Inghilterra. Al di fuori dell'Inghilterra, "Teresa Sampsonia Shirley fu una figura nota di per sé stessa". Il viaggiatore contemporaneo italiano Pietro della Valle si riferiva a Teresa chiamandola "ambasciatrice del re di Persia", il che secondo la Nocentelli identificherebbe Teresa come storiograficamente alla pari del marito.